# Tatort: Babbeldasch
Babbeldasch ist ein Fernsehfilm aus der Krimireihe Tatort. Der vom SWR produzierte Beitrag wurde am 26. Februar 2017 im Ersten und im SRF 1 ausgestrahlt. Eine Vorpremiere gab es am 5. Oktober 2016 auf dem Filmfest Hamburg. In dieser 1012. Tatort-Folge ermitteln die Ludwigshafener Kommissare Odenthal und Kopper ihren 56. gemeinsamen Fall.
Die Folge ist der erste Film der Reihe ohne aufgeschriebene Dialoge. Die gesprochenen Texte wurden auf Grundlage von Improvisation entwickelt. Darüber hinaus wurden sämtliche Episodenrollen von Amateurschauspielern des Ludwigshafener Mundarttheaters Hemshofschachtel gespielt. Der Film polarisierte bei seiner Ausstrahlung Medien und Zuschauer gleichermaßen und sorgte in den sozialen Netzwerken für einen Shitstorm.

## Handlung
Peter Becker nimmt seine Kollegin Lena Odenthal zu einer Aufführung des Mundarttheaters Babbeldasch in Ludwigshafen mit. Am Abend der Premiere kommt es zu einem Eklat, denn ein Beamter der Baubehörde erklärt, dass keine ausreichenden Belege über die Bausicherheit vorliegen würden und er die Veranstaltung abbrechen müsste. Kurzerhand wird der Mann vor die Tür gesetzt und das Theater beginnt seine Vorstellung trotzdem. Noch im ersten Akt stirbt die Hauptdarstellerin und Theaterleiterin Sophie Fettèr an einem allergischen Schock und die Zuschauer werden nach Hause geschickt.
In der gleichen Nacht erscheint Lena Odenthal im Traum Sophie Fettèr. Sie droht ihr an, sie jede Nacht aufzusuchen, wenn sie nicht aufklären würde, was im Theater geschehen ist. Aus der Zeitung erfährt die Kommissarin am nächsten Tag, dass die Presse den Bäcker beschuldigt, Todescroissants gebacken zu haben, denn alle seine gelieferten Backwaren enthielten Mohn, auf den das Opfer hochgradig allergisch gewesen ist.
Nach ersten Recherchen lag Sophie Fettèr mit ihrem Vermieter Bohlmann im Streit, weil er ihr die Theaterräume kündigen wollte, sie aber ein von seinem Vater eingeräumtes lebenslanges Mietrecht besaß. Somit profitiert Bohlmann offensichtlich von Fettèrs Ableben. Da er aber zum Tatzeitpunkt nachweislich im Urlaub war, kann er nicht der Täter sein.
Sarah Fettèr, die Tochter des Opfers, ist fest entschlossen, das Theater weiterzuführen. Um innerhalb der Theaterleute ungestört ermitteln zu können, bewirbt sich Odenthal dort als Laienschauspielerin und wird herzlich empfangen, da hier niemand weiß, dass sie eine Kommissarin ist. Dabei wird sie weiterhin von Alpträumen geplagt, in denen ihr immer wieder Sophie Fettèr erscheint. Die offiziellen Ermittlungen leitet Johanna Stern und findet heraus, dass das Opfer von seiner Allergie gewusst und deshalb ein Notfallset besessen hat. Dieses ist allerdings bisher nicht gefunden worden, weshalb zu vermuten ist, dass es jemand bewusst entwendet hat. Odenthal beobachtet zufällig, dass Bieni, einer der Mitarbeiter in der Theatergruppe, mit dem verhassten Vermieter Bohlmann Geschäfte zu machen scheint. Bieni wird verhört und gibt zu, dass Bohlmann ihm Geld versprochen hat, wenn er dafür sorgt, dass die Premiere „platzt“. Deshalb habe er die Mohnmasse zusätzlich in die Croissants gespritzt. Er ist der Meinung gewesen, dass es Fettèr davon nur den „Hals ein wenig zuschnüren“ und sie für diesen Abend beim Spiel ausfallen würde. Er habe extra darauf geachtet, dass Fettèr ihr Notfallset in der Tasche gehabt habe.
Nachdem es einen weiteren Unfall im Theater gibt, bei dem der Freund von Sophie Fettèr tödlich stürzt, gesteht Manfred Oehlenschläger, der seit 37 Jahren ebenfalls mit Sophie befreundet gewesen ist, das Notfallbesteck an sich genommen zu haben in seiner Wut darüber, dass die Theaterchefin entgegen ihrem Versprechen nicht endlich hat mit dem Theater aufhören wollen. Als sie vor seinen Augen plötzlich den allergischen Schock bekommt und ihn um ihr Notfallset bittet, hat er es zwar aus ihrer Tasche genommen, aber einfach in der Hand behalten und ihr beim Sterben zugesehen.

## Hintergrund
Der Film wurde vom 7. Juni 2016 bis zum 7. Juli 2016 in Baden-Baden und Ludwigshafen, dort im Mundarttheater Hemshofschachtel gedreht. Es wirkten 25 Ensemblemitglieder der Hemshofschachtel mit.

## Rezeption

### Kritiken
„Dieses Agatha-Christie-Szenario mit einem Dutzend Verdächtiger geht einfach nicht auf, weil die Spannung über den präzise gebauten und ebenso gespielten Plot erzielt werden müsste. Das Beziehungsgeflecht kann in der Improvisation nicht wirklich punktgenau entwirrt werden. Und die Symphonien von Grieg und Bartók, die Ranisch über die zärtlich-hemdsärmeligen Rempeleien des Bäcker- und Krankenschwester-Ensembles gelegt hat, funktionieren kaum als schlüssige Kontrapunkte. […] Für den ‚Tatort‘ im Allgemeinen und das Odenthal-Fernsehrevier im Besonderen ist diese Episode trotzdem von Wert. Stellt sie doch ein wichtiges Experiment dar, das nicht gelingen muss, um die Krimireihe ordentlich durchzuschütteln.“

„Dieser angeblich ganz andere Tatort von Filmemacher Axel Ranisch ist nämlich inhaltlich und im Grunde seines Herzens ein Tatort der gewöhnlichsten und konventionellsten Art. Dass das Opfer – hier die Theaterchefin – durch ein mit Mohnmasse verunreinigtes Schokocroissant erledigt wird, erweitert zwar das Tableau der Todesursachen am Sonntagabend. Es folgt allerdings: klassisches Mördersuchen mit verschiedenen Fährten und überraschendem Twist am Ende. […] Wenig wird herbeigespielt, vieles wird endlos herbeigebabbelt. Stress im Kommissariat. Kaffee wird getrunken. Die Kaffeemaschin‘ ist kaputt. Also, trotz Impro: Die Dinge ziehen sich, das Stück ist so furchtbar langweilig.“

„Dieser Ludwigshafen-Tatort ist ein Experiment, das voll geglückt ist. Denn ‚Babbeldasch‘ ist die erste Folge der Krimireihe, die ohne Drehbuch und komplett improvisiert gedreht wurde. Das Ergebnis: sehr viel Leidenschaft. Nur wenige Regisseure hätten dieses Unterfangen so gut umsetzen können wie Axel Ranisch. Das Multitalent (‚Dicke Mädchen‘, ‚Alki Alki‘) dreht immer ohne Drehbuch. Als Volltreffer erweist sich auch die Entscheidung, die Nebenrollen fast alle mit Darstellern des Ludwigshafener Laien-Theaters Hemshofschachtel zu besetzen. Selten ist man der kurpfälzischen Volksseele so nahe gekommen.“

„Was bei Alki Alki funktioniert hat, geht in diesem Krimi oft nach hinten los. Die Darsteller spielen steif, die Story stockt. Vor allem die Traumszenen sind unfreiwillig komisch. Surrealismus aus dem Kinderzimmer. – Tausche 20 Laiendarsteller gegen 1 Profi“

„Dieser Film ist – ob man das so wollte oder nicht – umgeben von der Aura der Volksbühne, und entfaltet hinsichtlich seiner dramaturgischen Raffinesse und des darstellerischen Geschicks seiner Schauspieler das Flair von Peter Steiners Theaterstadl, was schon vor zwei Jahrzehnten ein altbackenes Relikt war. […] Überspitzt gesagt, ist ‚Babbeldasch‘ ein Werbefilm für Drehbuchautoren und Schauspielschulen, weil er verdeutlicht, was für ein stinklangweiliges Machwerk entstehen kann, wenn man auf beides (weitgehend) verzichten will.“

### Einschaltquote
Die Erstausstrahlung von Babbeldasch am 26. Februar 2017 wurde in Deutschland von 6,35 Millionen Zuschauern gesehen und erreichte einen Marktanteil von 17,6 % für Das Erste. In der Schweiz wurde der Tatort auf SRF 1 von 317.000 Zuschauern geschaut und erreichte einen Marktanteil von 18,3 %.